# Institut français

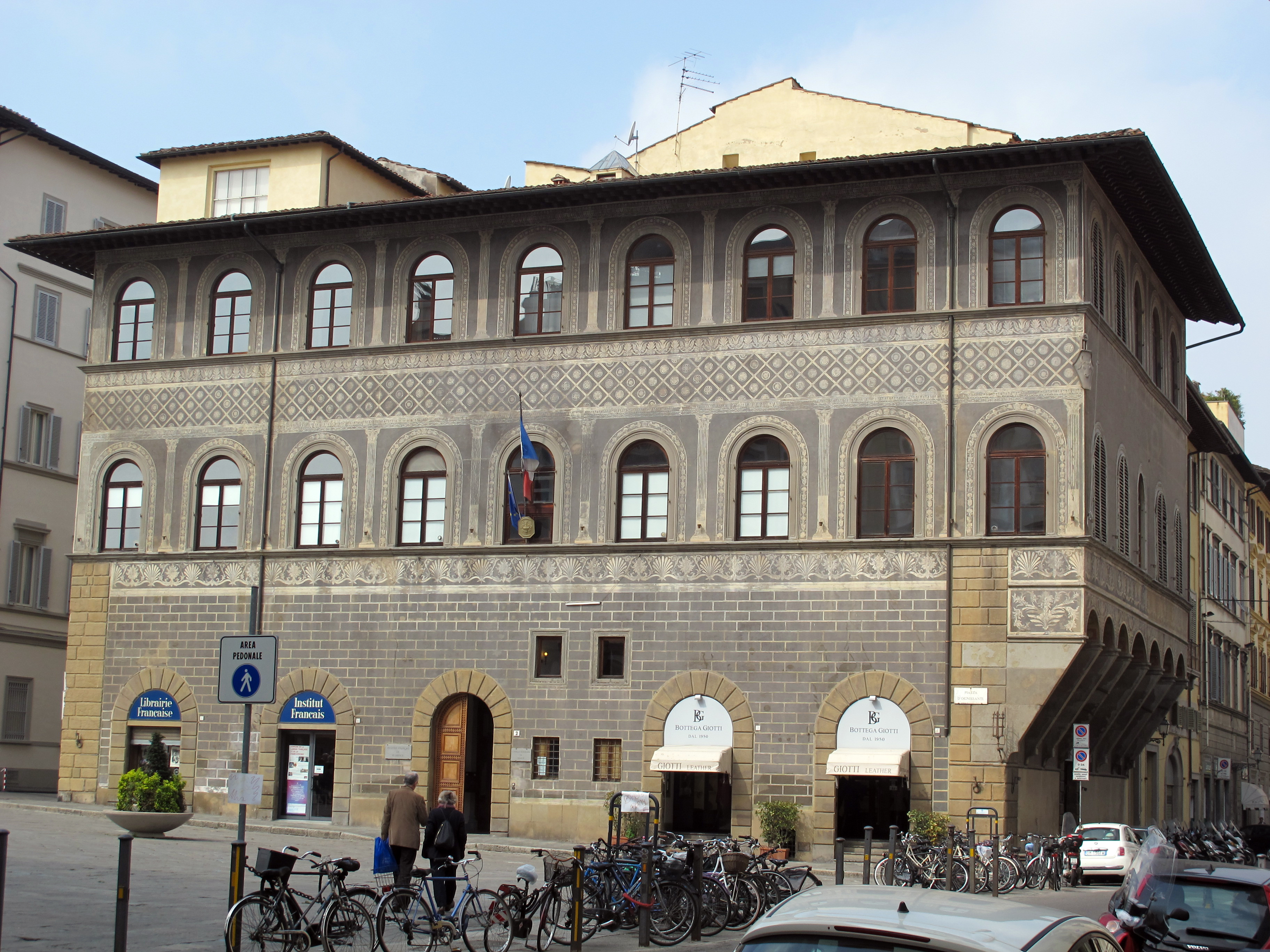
L'istituto Francese di Firenze, primo istituto di lingua e cultura francese al mondo (1907)

L'Institut français è un'organizzazione pubblica, industriale e commerciale, creata per sostenere e promulgare la lingua e la cultura francese nel mondo.
L'istituto è sotto il controllo del ministero degli affari esteri francese e conta più di 150 sedi in tutto il mondo ed è membro dell'EUNIC.

## Italia
In Italia è presente l'Istituto francese d'Italia con sedi a:
- Roma
- Milano
- Institut français de Florence,  a Firenze, storicamente il primo istituto francese creato nel mondo, il 9 novembre 1907.
- Institut français de Naples, a Napoli
- Institut français de Palerme, a Palermo

È inoltre presente a Roma l'Institut français - Centre Saint-Louis, volto inizialmente verso la Santa Sede ma apertosi al pubblico romano.